# Révolte de la cachaça
Pour les articles homonymes, voir Cachaça.
La révolte de la cachaça (1660-1661) est une révolte au Brésil en réaction à l'application de nouveaux impôts et à l'interdiction de la production de cachaça au profit des vins portugais.
Considérée par les historiographes de l'histoire du Brésil comme une révolte de type régionaliste, c'est l'une des rébellions résultant des excès pratiqués au Brésil par la monarchie portugaise et ses représentants. Le processus colonial du Portugal, à mesure qu'il se développait, mettait en évidence les contradictions entre les intérêts métropolitains et coloniaux. La Couronne de Portugal, des secteurs marchands du pays et leurs représentants dans la Colonie de Brésil cherchaient à exploiter au maximum les richesses naturelles ou produites en terre brésilienne.

## Genèse
La révolte de la cachaça s'est déroulée à Rio de Janeiro, de 1660 à 1661, dirigée par Jerônimo Barbalho Bezerra, en réaction à l'application de nouveaux impôts et à la tentative d'interdiction de la production de geribita (cachaça, eau-de-vie du Brésil), au profit des vins portugais,  par le gouverneur Salvador Correia de Sá e Benevides. Ces impôts sur la cachaça, produit important pour le maintien de l'économie locale et source de revenus des seigneurs du sucre de la noblesse traditionnelle de São Gonçalo dont les Bezerra étaient,  et l'imposition de la vente du vin de la métropole, demandés par la Cour de Portugal, devaient fournir à celle-ci des ressources, pour, semble-t-il, reconstruire Lisbonne qui avait été détruite par un tremblement de terre.
La famille Sá s'était construit un véritable empire des Tropiques et profitait depuis plusieurs générations des pleins pouvoirs dans la Capitainerie de Rio de Janeiro. Elle fut durement touchée par le surgissement de la révolte de la cachaça, en 1660. Salvador de Sá, arrière-petit-fils de Mem de Sá, était le continuateur d'une tradition familiale de pouvoir amenée par ses ancêtres sur le sol brésilien, et qui les avait installé aux hautes responsabilités de l'administration coloniale.
Des tensions s'étaient produites entre les deux familles opposées dans la révolte, lors de la direction des affaires de la capitainerie par le père de Jerônimo Bezerra, de 1643 à 1644, Luís Barbalho Bezerra, qui eut à subir lui aussi en son temps de forts mécontentements de la population. Il semblerait que Salvador de Sá, à qui il avait ravi le poste de gouverneur, ait organisé ces mouvements populaires pour nuire à ce rival. Il ne se remit jamais de son échec et mourut à moitié fou le 15 avril 1644. On peut considérer que la révolte de la cachaça est la réponse des héritiers Bezerra dans une lutte de pouvoir entre ces deux clans. L'éloignement des charges politico-administratives des Bezerra a fait le reste.

## Les faits
Les Cariocas, "peuple irrévérent, indiscipliné et rebelle", étaient prêts à en découdre avec le gouverneur et ses mesures fiscales. Ils se regroupèrent dans tous les environs du Palais du Gouvernement, exigèrent la présence des administrateurs et, aux cris de "Vive le Roi", destituèrent le gouverneur pour le acclamer par le frère du chef de l'insurrection, Agostinho Barbalho Bezerra. Une "Chambre révolutionnaire" fut créée pour assurer le bon fonctionnement des activités de la région. Les revendications du mouvement insurrectionnel furent consignées dans des "Chapitres de la Révolte" et mises en pratique.

## La Capitainerie de Rio de Janeiro après le mouvement
Quand Salvador Correia de Sá e Benavides, revint de São Paulo, où il s'était réfugié, et attaqua la capitainerie de Rio, désarticulant le mouvement qui entrait dans son cinquième mois, on pensait que le destin de cette région était déjà tracé.
Jerônimo Barbalho Bezerra fut pendu en place publique pour l'exemple, et d'autres dirigeants du mouvements –Lucas da Silva, Jorge Ferreira Bulhão et Diogo Lobo Pereira– furent emprisonnés et envoyés au Portugal pour être jugés et condamnés. Mais Salvador de Sá n'avait pacifié la région qu'au prix d'atrocités qui confirmèrent à la Couronne celles commises tout au long de son administration précédente, dont les plaintes furent  exprimées dans la révolte passée. Après la fin du conflit, le 6 avril 1661, il fut déposé par le pouvoir royal et éloigné de sa charge.
Cette déposition de Salvador Correia de Sá e Benavides ne symbolisait pas seulement la mise à l'écart d'un mauvais administrateur royal, mais signifiait aussi la fin de la domination politique de la famille Sá sur la Capitainerie. Agostinho Barbalho Bezerra remplaça Sá et, après l'arrivée de Pedro de Melo en 1662, Agostinho Barbalho sera transféré deux années plus tard à l'administration des mines de Paranaguá avec d'élogieuses recommandations.
Une grande partie des richesses de la Famille Sá pillées pendant le mouvement ne furent pas restituées à la fin de la révolte, et finirent dans les caisses de l'administration politique locale.
À Rio de Janeiro tout changea, car toutes les mesures mises en pratique par la "Chambre révolutionnaire" dans les "Chapitres de la Révolte" et  concernant les revendications des insurgés restèrent en l'état après 1662. C'est-à-dire que les impôts excessifs furent abolis, la publication d'édits dans les régions isolées pour les élections fut mis en pratique et le choix de ceux qui occuperaient le conseil municipal parmi la noblesse fut confirmé de manière certaine.
Pour l'eau-de-vie, toutes les dispositions établies par Salvador Correia de Sá furent révoquées. Ainsi, le 18 juin 1661, était créé un "contrat sur l'eau-de-vie"' qui instaurait une taxe perçue sur sa consommation et son exportation. Par rapport à un des motifs de critique de la situation économique dans laquelle vivait la Capitainerie de Rio de Janeiro au XVIIe siècle, la Compagnie Générale du Commerce du Brésil aussi n'échappa pas à la nouvelle position royale après 1662. Étant un des bastions de la perception financière de la famille Sá, la compagnie a vu ses privilèges réduits en 1667. La libération de l'économie de l'eau-de-vie et la diminution des restrictions de la Compagnie Générale du Commerce ouvrirent les possibilités de croissance de l'économie locale. Toute la région devint, dans le dernier quart du XVIIe siècle, un important pôle exportateur en direction de l'Angola.